# Dwergnijlpaard
Het dwergnijlpaard (Choeropsis liberiensis of Hexaprotodon liberiensis) is een van de twee levende soorten nijlpaarden. Hij lijkt veel op een jong van het gewone nijlpaard (Hippopotamus amphibius); daarom heeft hij de naam dwergnijlpaard gekregen. Er bestaan twee ondersoorten: Choeropsis liberiensis liberiensis en Choeropsis liberiensis heslopi.

## Kenmerken

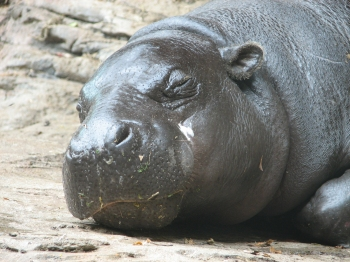
Kop van een rustend dwergnijlpaard.

Deze soort is veel kleiner dan het gewone nijlpaard en heeft zijn ogen meer aan de zijkant van zijn kop. In tegenstelling tot het gewone nijlpaard heeft het dwergnijlpaard zes snijtanden in plaats van vier. Ze blijven ook langer op het land dan het gewone nijlpaard. Daarnaast zijn ze ook zwarter.
Als dwergnijlpaarden hebben gepaard, komen ze onder het schuim te zitten. Dit gebeurt om de huid van het nijlpaard vochtig en soepel te houden en om niet uit te drogen. Nijlpaarden zweten een rode vloeistof, waardoor het lijkt dat het dier bloedt.
Ze hebben een schouderhoogte van 80 centimeter, worden 1,4 tot 1,6 meter lang en wegen 160 tot 275 kilogram. Hun staart is ongeveer 15 cm lang.

## Sociaal gedrag
Bij dwergnijlpaarden is het vrouwtje dominant. Als het mannetje iets doet wat haar niet aanstaat, heeft hij meteen een klap te pakken. Het mannetje is dan ook vaak te herkennen aan de vele littekens die hij heeft.
Dwergnijlpaarden zijn zeer solitair levende dieren en zoeken slechts tijdens de paartijd elkaars gezelschap op.

## Voortplanting en levensverwachting

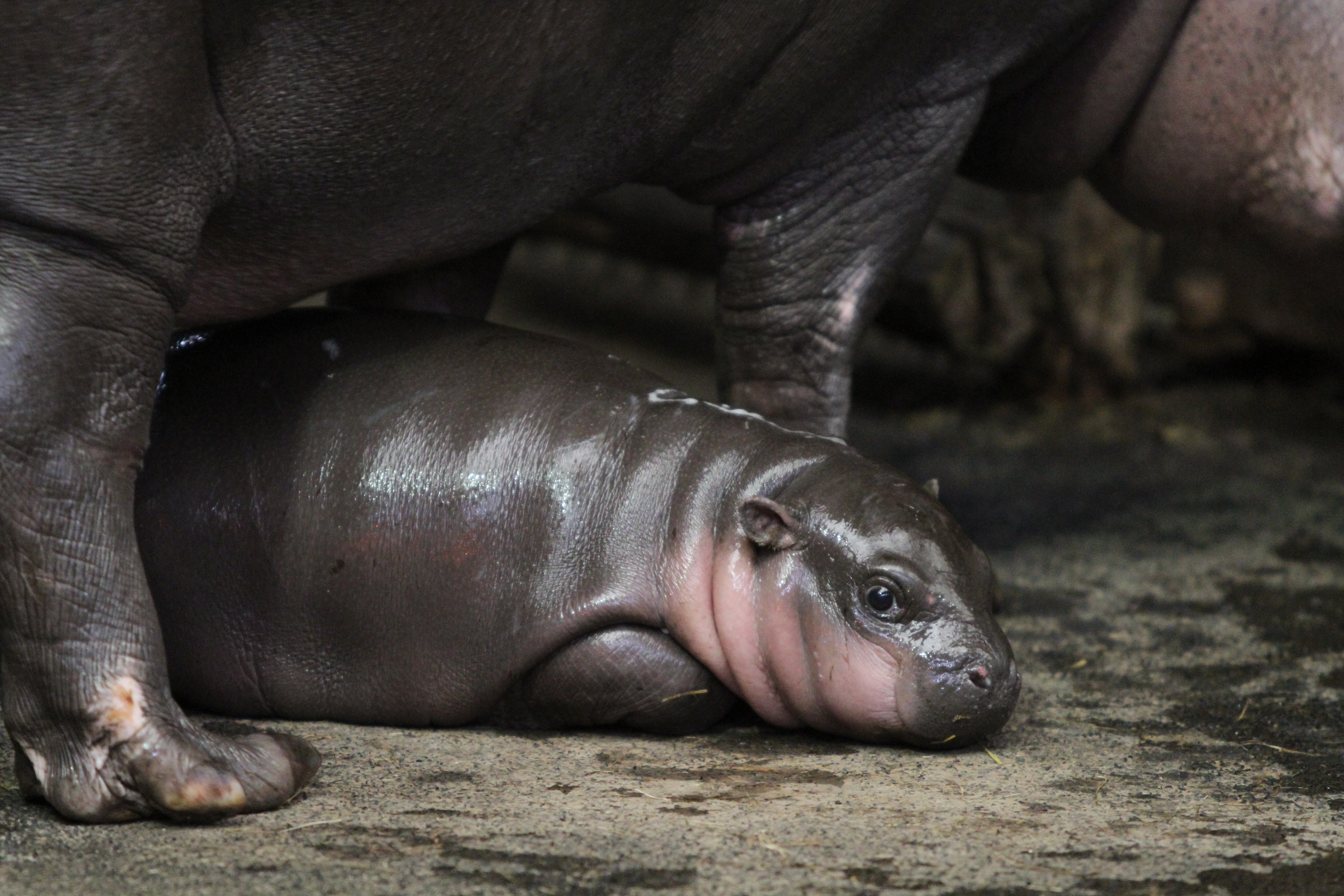
Baby dwergnijlpaard Flory (een maand oud) in Diergaarde Blijdorp (oktober 2009)

Na een draagtijd van zo'n 6 à 7 maanden krijgt een dwergnijlpaard meestal 1, maar soms ook 2 jongen. Behalve de mens, kent het dier weinig natuurlijke vijanden. Ze worden weleens gegrepen door een krokodil, python of luipaard. Ze kunnen wel 50 jaar worden, maar in gevangenschap meestal rond de 45 jaar.

## Leefwijze
Deze solitaire soort eet vooral korte grassen, struiken, varens en vruchten. Hun leefgebieden overlappen elkaar vaak, maar dat leidt meestal niet tot gevechten of andere interacties. Ze zijn nachtactief en volgen een vaste route tijdens hun zoektocht naar voedsel. Overdag schuilen ze in moerassen of in een nest in een rivieroever, dat vaak uitgebouwd is door een ander dier.

## Verspreiding
Deze soort leeft in dichte bossen en moerassen in Liberia, Sierra Leone, Ivoorkust (in het nationaal park Taï) en Zuid-Nigeria.
Er leven naar schatting slechts zo'n 3000 exemplaren van deze diersoort in de vrije natuur. Daarom is een Europees fokprogramma opgezet dat gecoördineerd wordt door Zoo Basel en waar onder meer Parc Zoologique te Parijs aan meewerkt. Onderzoek in 2010 wees uit dat in gevangenschap meer vrouwtjes dan mannetjes worden geboren. Of dit in het wild ook zo is, is niet bekend.
Dwergnijlpaarden zijn populair bij het publiek, ze maken daarom van oudsher deel uit van veel dierverzamelingen.